# Pauline Curley
Pauline Curley (19 de dezembro de 1903 – 16 de dezembro de 2000) foi uma atriz de vaudeville e de cinema estadunidense na era do cinema mudo, que atuou em 56 filmes entre 1912 e 1929.

## Biografia
Rose, a mãe de Pauline, era atriz de teatro, e a levou para atuação teatral em shows de vaudeville aos 4 anos de idade, e em 1910, aos 6 anos, a levou para Nova Iorque, na tentativa de estabelecê-la na indústria cinematográfica emergente, conseguindo-lhe pequenos papéis em filmes e teatro. Pauline estudou no Children's Professional School, em Nova Iorque e atuou em pequenas partes das peças Uncle Tom's Cabin e Little Lord Fauntleroy, para a Jack Packard Stock Company. Entre 1914 e  1915, aos 11 anos de idade, apareceu na Broadway na peça Polygamy, no Park Theatre, em Nova Iorque, quando atuou em 159 apresentações. A mãe referia diferentes idades para ela, na tentativa de conseguir papéis, daí o fato de uma certa confusão acerca de sua idade verdadeira.

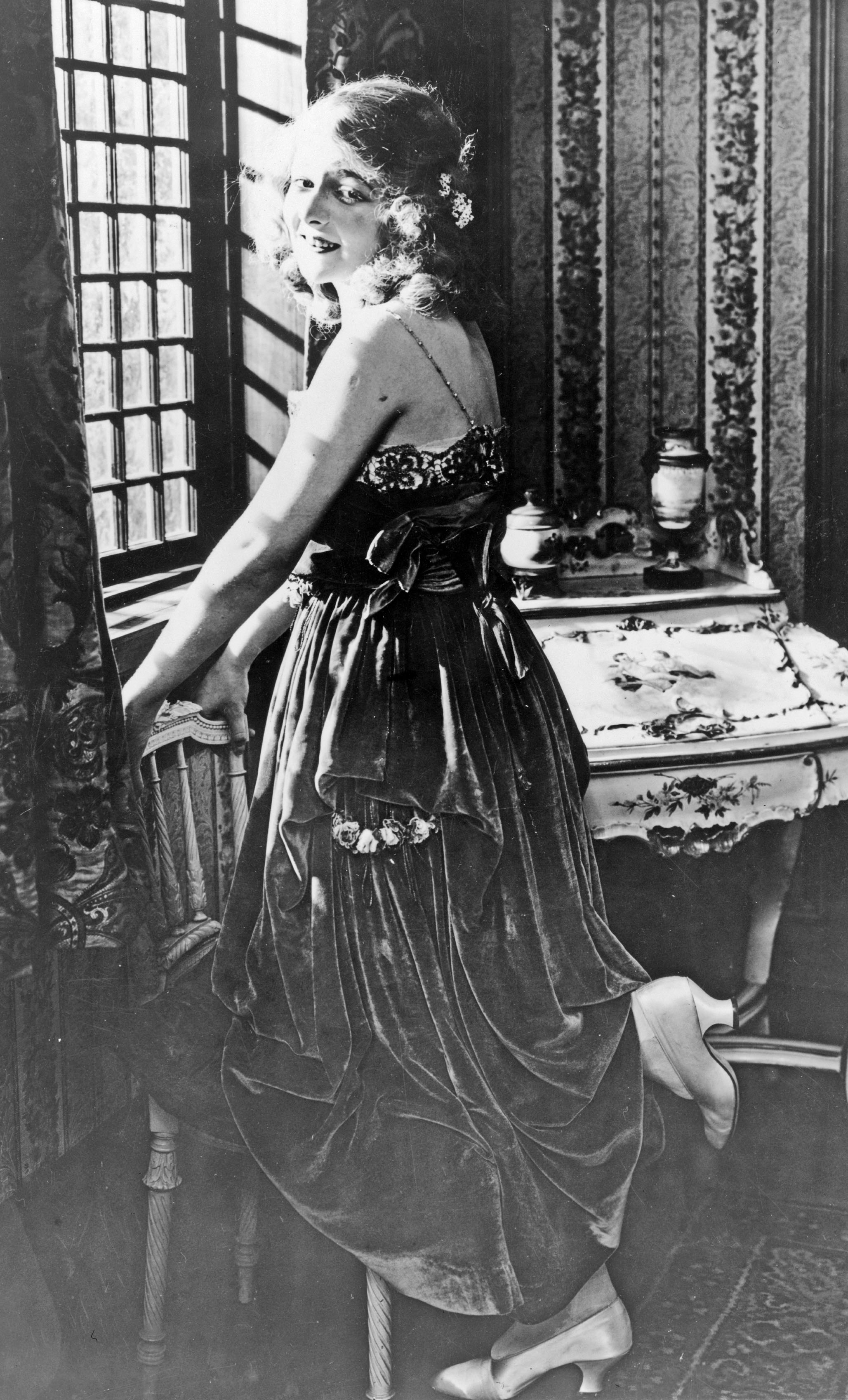
Pauline Curley no filme de 1917 The Fall of the Romanovs, pela Iliodor Pictures, considerado o seu filme mais conhecido.

Pauline Curley atuou desde os 4 anos até 1929, quando resolveu deixar a vida cinematográfica. Seu primeiro filme foi Tangled Relations, pela Victor Film Company em 1912, ainda criança ao lado de Florence Lawrence e Owen Moore. Para uma audição de The Straight Road, em 1914, Pauline estava vestida como um menino para conseguir um papel como um órfão; seguiu-se uma variedade de papéis de órfãos, entre outros. Em 1915 ela interpretou a ingênua Claudia Frawley em Life Without Soul, uma adaptação de Frankenstein, de Mary Shelley.
A mãe a levou para Hollywood em 1917, em busca de novos papéis, e logo ela interpretou a Princesa Irina da Rússia no filme da Iliodor Pictures Corporation dirigido por Herbert Brenon, The Fall of the Romanovs, seu primeiro trabalho em Hollywood, e de acordo com a revista Variety, seu “mais conhecido trabalho”.
Em 1918 protagonizou cinco filmes, inclusive trabalhando ao lado de Douglas Fairbanks no filme de King Vidor, The Turn in the Road.
Curley atuou ao lado de Douglas Fairbanks e Tully Marshall em Bound in Morocco (1918), e em 1920 atuou em The Invisible Hand, um seriado do Vitagraph Studios com Brinsley Shaw e Antonio Moreno, sob direção de William J. Bauman. Esse foi o seu primeiro Western, gênero que dominaria seu trabalho posterior.
Em 1929, fez seu último filme, The Locked Door, num pequeno papel não creditado, e em seguida abandonou a vida cinematográfica.

## Vida pessoal
Casou com o diretor de fotografia Kenneth Peach em 1922, adotando como seu nome Pauline Curley Peach, e continuou casada até a morte dele, em 1988, sendo que foram casados, então, por 66 anos. Tiveram três filhos, Kenneth Peach Jr. (29 de junho de 1930 – 22 de março de 2006), Pauline Rose (1935-presente) Martin (1949-presente). Pauline morreu logo após completar 97 anos, deixando três filhos, 7 netos, 13 bisnetos, e um tetraneto. Ela tinha 45 anos quando o filho Martin nasceu.
Pauline faleceu em 16 de dezembro de 2000, no St. John's Hospital, em Santa Mônica, de pneumonia.Foi sepultada no Forest Lawn Memorial Park (Hollywood Hills).

## Filmografia parcial
- Tangled Relations (1912)
- Life Without Soul (1915)
- The Fall of the Romanovs (1917)
- Bound in Morocco (1918)
- Mr. Fix-It (1918)
- The Turn in the Road (1919)

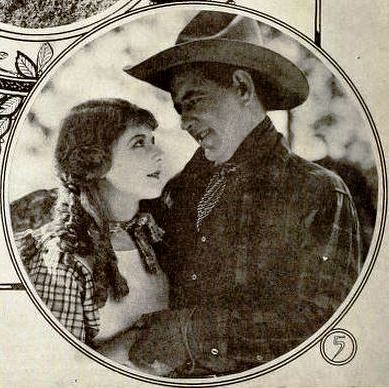
Border Law (1923), com Pauline Curley e Leo D. Maloney.

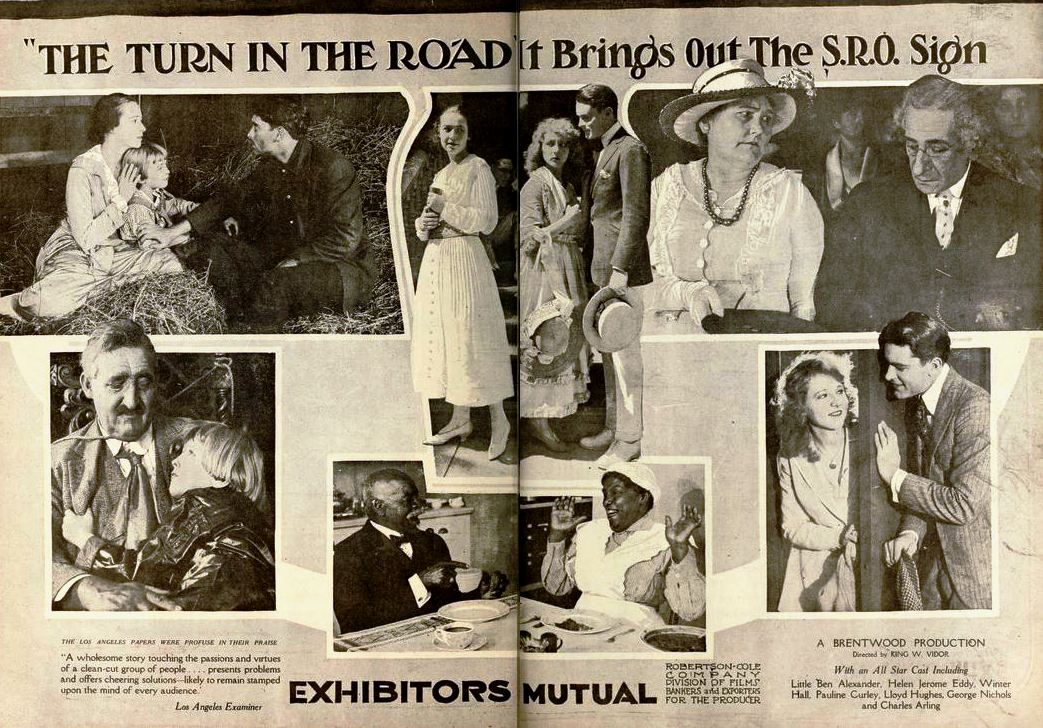
The Turn in the Road (1919), com George Nichols, Lloyd Hughes, Winter Hall, Helen Jerome Eddy, Pauline Curley, Ben Alexander, Charles Arling, e alguns atores não identificados.

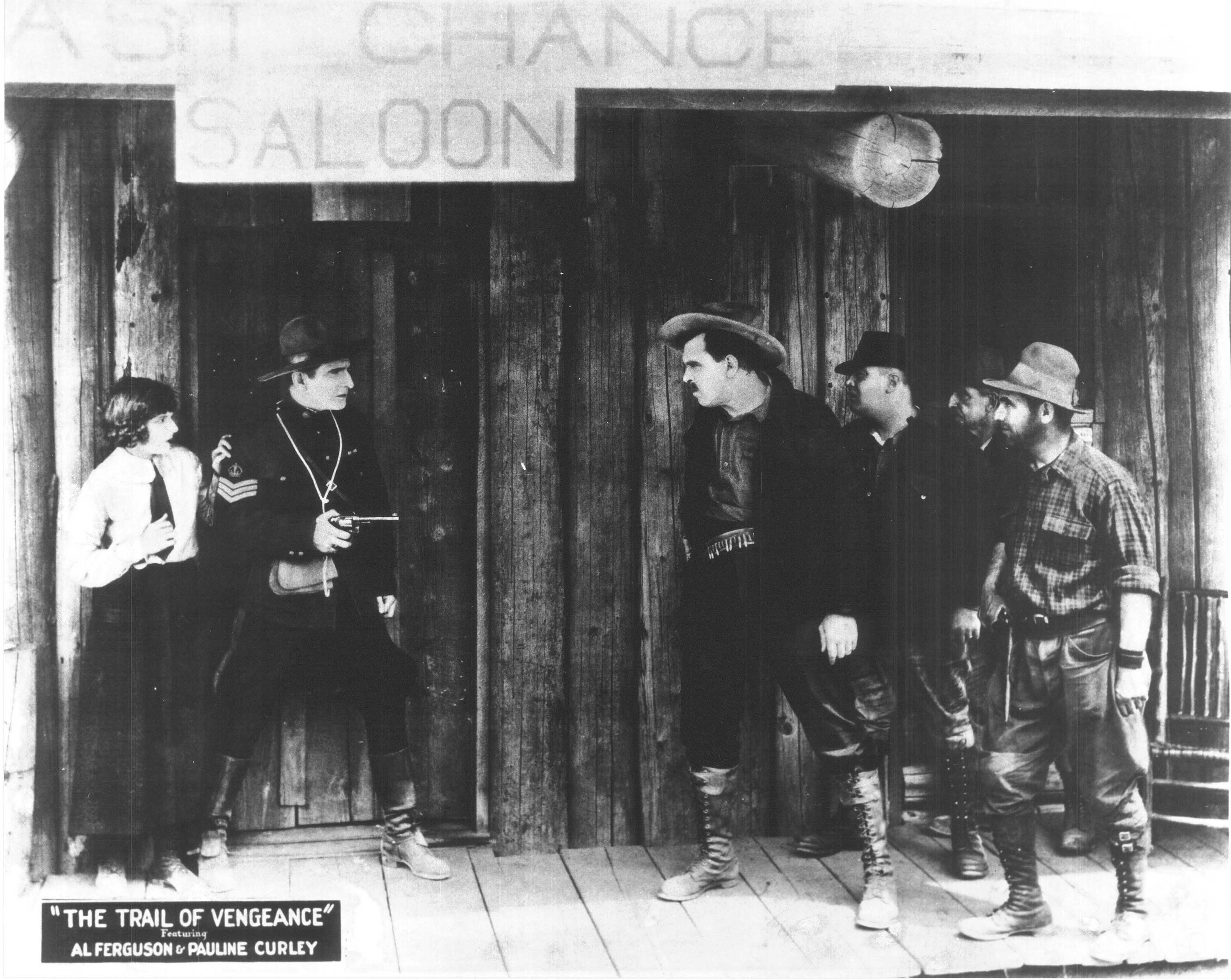
The Trail of Vengeance (1924), com Curley e Al Ferguson.

- The Solitary Sin (título alternativo The Naked Truth) (1919)[12]
- The Invisible Hand (1920)
- The Veiled Mystery (1920)
- The Vengeance Trail (1921)
- Border Law (1923)
- The Trail of Vengeance (1924)
- The Desert Secret (1924)
- Prince of the Saddle (1926)
- Devil Dogs (1928)
- The Locked Door (1929)